# Lulungomena
Lulungomena is een sciencefictionverhaal geschreven door de toen nog Canadese Gordon R. Dickson. Hij schreef het verhaal in 1953 voor het blad Galaxy. In 1973 nam collega sciencefictionschrijver Robert Silverberg het op in zijn bundel Deep Space. Deep space verscheen in 1980 onder de titel Het verre Centaurus in de serie Bruna SF. Het verhaal valt in de categorie sciencefiction, maar heeft tevens heimwee en generatiekloof als thema's.  

## Het verhaal
Op het ruimtestation 563 nabij Sirius zit een aantal mannen hun tijd vol te maken. De mannen hebben ingetekend op een tienjarig durende baan op deze uitkijkpost, waarbij veel geld te verdienen is, maar waar verveling hoogtij voert. De nieuweling “Kid” is daarbij net nieuw, bravourachtig, en goed in weddenschappen. Clay daarentegen is al wat ouder en zit al een tijdje op het station, zijn tijd zit er bijna op. Gokken doet hij niet meer. Hij gaat van het standpunt uit, dat ook in zo’n beperkte groep je meer verliest dan wint. Clay heeft de vervelende eigenschap in bijna elk gesprek te refereren aan Lulungomena, de mooiste plaats in het universum. Kid probeert al tijden Clay weer aan het gokken te krijgen maar stoot steeds zijn neus. Kid probeert het nog een keer als er een Hixabrodiër aan boord komt. Deze Hixabrodiër heeft net Tarsus, de thuisplaneet van Clay, aangedaan. Hixabrodiërs staan erom bekend dat ze niet kunnen liegen en worden vaak ingehuurd als bemiddelaar tijdens conflicten. Kid krijgt Clay eindelijk aan het gokken door Clay’s bewering aan te vechten dat Lulungomena de mooiste plaats in het universum is. De Hixabrodiër is jury en beul tegelijk. Kid en medestanders krijgen het lid op de neus, als de Hixabrodiër inderdaad bevestigt dat Lulungomena de mooiste plaats in het universum is. Kids groep moet betalen en Clay kan zich uitkopen en vertrekt met een aantal van zijn medestanders.
Het verhaal wordt verteld door Mort, een Dorsai. De planeet Dorsai werd meerdere keren door Dickson gebruikt (Childe Cycle).